# Potrzeba seksualna
Potrzeba seksualna – właściwość ludzkiego organizmu polegająca na okresowym powstawaniu specyficznego napięcia psychofizycznego, możliwego do zredukowania poprzez podjęcie czynności dających satysfakcję seksualną. Jest jedną z podstawowych potrzeb człowieka.

## Rozwój potrzeby seksualnej
W trakcie rozwoju potrzeby seksualnej bardzo istotne są następujące procesy:
1. proces konkretyzacji – polegający na tym, że w miarę nabywania doświadczenia dochodzi do ograniczenia zachowań nieefektywnych na rzecz takich zachowań, które pozwalają na uzyskanie wyższego poziomu satysfakcji seksualnej, stanowi to o ukształtowaniu indywidualnych preferencji seksualnych w normie i patologii
2. proces mentalizacji – polegający na uświadomieniu sobie istnienia własnej potrzeby seksualnej, a także sposobów jej zaspokajania z uwzględnieniem istniejących preferencji (samoświadomość własnych cech seksualnych nigdy nie jest pełna, nawet u osób wykształconych w tym kierunku)
3. proces socjalizacji – polegający na podporządkowaniu sposobów zaspokajania potrzeby seksualnej wymaganiom obyczajowym i prawnym stawianym przez społeczeństwo (z uwzględnieniem różnic kulturowych)